# Peter Immesberger
Peter Immesberger (ur. 18 kwietnia 1960 w Kindsbach) – niemiecki sztangista. Brązowy medalista olimpijski z Seulu.
Reprezentował barwy Republiki Federalnej Niemiec. Brał udział w dwóch igrzyskach olimpijskich (IO 84, IO 88), w 1988 po medal sięgnął w wadze do 100 kilogramów.